# Hockeyploeg van de Sovjet-Unie (mannen)
De Sovjet-hockeyploeg voor mannen is de nationale ploeg die de Sovjet-Unie vertegenwoordigde tijdens interlands in het hockey.

## Erelijst Sovjet-hockeyploeg
| Jaar | Champions Trophy      | Europees kampioenschap | Olympische Spelen | Wereldkampioenschap | Hockey World League Hockey Pro League |
| ---- | --------------------- | ---------------------- | ----------------- | ------------------- | ------------------------------------- |
| 1928 |                       |                        | geen deelname     |                     |                                       |
| 1932 |                       |                        | geen deelname     |                     |                                       |
| 1936 |                       |                        | geen deelname     |                     |                                       |
| 1948 |                       |                        | geen deelname     |                     |                                       |
| 1952 |                       |                        | geen deelname     |                     |                                       |
| 1956 |                       |                        | geen deelname     |                     |                                       |
| 1960 |                       |                        | geen deelname     |                     |                                       |
| 1964 |                       |                        | geen deelname     |                     |                                       |
| 1968 |                       |                        | geen deelname     |                     |                                       |
| 1970 |                       | 14e EK 1970 Brussel    |                   |                     |                                       |
| 1971 |                       |                        |                   | geen deelname       |                                       |
| 1972 |                       |                        | geen deelname     |                     |                                       |
| 1973 |                       |                        |                   | geen deelname       |                                       |
| 1974 |                       | geen deelname          |                   |                     |                                       |
| 1975 |                       |                        |                   | geen deelname       |                                       |
| 1976 |                       |                        | geen deelname     |                     |                                       |
| 1978 | geen deelname         | 9e EK 1978 Hannover    |                   | geen deelname       |                                       |
| 1980 | geen deelname         |                        | OS 1980 Moskou    |                     |                                       |
| 1981 | geen deelname         |                        |                   |                     |                                       |
| 1982 | 6e CT 1982 Amstelveen |                        |                   | 6e WK 1982 Bombay   |                                       |
| 1983 | geen deelname         | EK 1983 Amstelveen     |                   |                     |                                       |
| 1984 | geen deelname         |                        | geen deelname     |                     |                                       |
| 1985 | geen deelname         |                        |                   |                     |                                       |
| 1986 | geen deelname         |                        |                   | 4e WK 1986 Londen   |                                       |
| 1987 | 8e CT 1987 Amstelveen | 4e EK 1987 Moskou      |                   |                     |                                       |
| 1988 | 4e CT 1988 Lahore     |                        | 7e OS 1988 Seoel  |                     |                                       |
| 1989 | geen deelname         |                        |                   |                     |                                       |
| 1990 | 5e CT 1990 Melbourne  |                        |                   | 6e WK 1990 Lahore   |                                       |
| 1991 | 6e CT 1991 Berlijn    | 4e EK 1991 Parijs      |                   |                     |                                       |